# Philipp Heinrich Haab
Philipp Heinrich Haab (* 1758; † 1833) war evangelischer Pfarrer in Schwaigern.

## Leben
Haab stammte aus Stuttgart, studierte in Tübingen und war Vikar in Klingenberg, bevor er 1783 Pfarrer in Neipperg wurde. 1785 kam er als Diaconus an die Stadtkirche Schwaigern, wo er 1803 als Nachfolger von Georg Valentin Baur Oberpfarrer wurde. Die Oberpfarrei in Schwaigern wurde 1806 durch die Mediatisierung des Gebiets der Grafen von Neipperg aufgelöst, kam 1807 zum Dekanat Heilbronn und 1813 schließlich zum Dekanat Brackenheim. Haab war bis zu seinem Tode 1833 weiter als Pfarrer in Schwaigern tätig und verfasste während seiner Amtszeit mehrere Lehrbücher.

## Werke
- Lehr- und Lesebuch für die männliche und weibliche Jugend besonders auf dem Lande (1811)
- Hebräisch-griechische Grammatik zum Gebrauch für das neue Testament (1815)
- Religionsunterricht durch biblische Geschichten (2 Teile, 1817)
- Leitfaden für den Konfirmandenunterricht in 100 Sätzen (1819)